# Senlis (Oise)
Senlis [sɑ̃ˈlis] ist eine französische Stadt mit 15.238 Einwohnern (Stand 1. Januar 2022) im Département Oise und der Region Hauts-de-France (bis 2015 Picardie).

## Geografie
Die Stadt Senlis liegt am Fluss Nonette im Regionalen Naturpark Oise-Pays de France, zehn Kilometer südöstlich von Creil und knapp 50 Kilometer nördlich von Paris.

## Geschichte

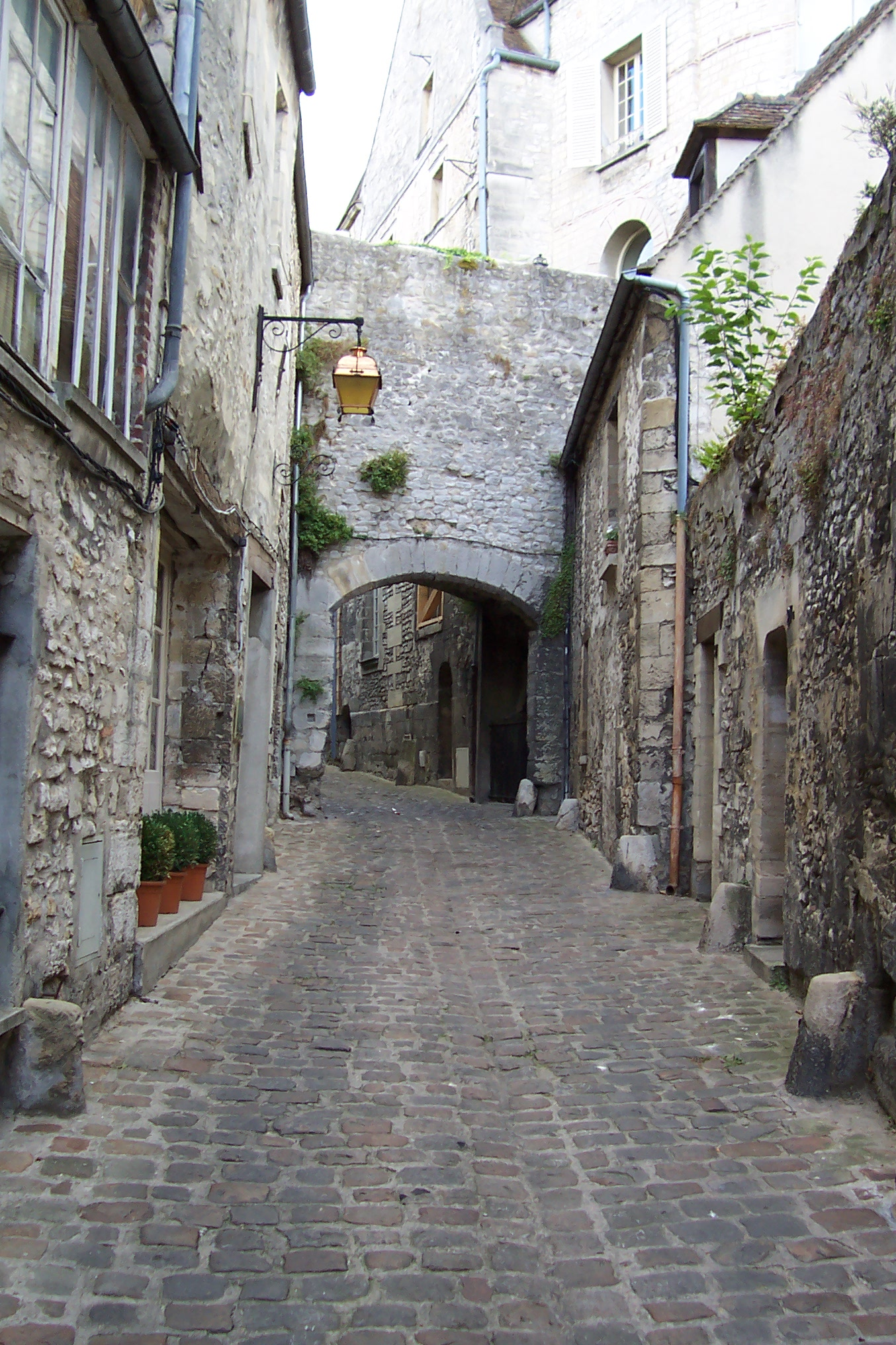
Die „Fausse porte“, eine ehemalige Ausfallpforte in der gallorömischen Stadtmauer

Prähistorische Spuren haben die Menhire des Indrolles (auch Alignement de Senlis genannt) hinterlassen. Es sind Reste einer Steinreihe im Forêt d’Halatte (Wald) nördlich von Senlis. Senlis war die Hauptstadt der keltischen Silvanekter, lag damals bereits an einer wichtigen Kreuzung zweier Straßen, und hieß bei den Römern Augustomagus. Der Sockel einer Statue für den Kaiser Claudius aus dem Jahr 48 n. Chr. erinnert an diese Zeit.
- 3. Jahrhundert: Senlis wird ein wichtiger Militärstützpunkt und umgibt sich mit einer Stadtmauer, um sich vor Überfällen der Barbaren zu schützen.
- Mitte des 4. Jahrhunderts: der heilige Rieul christianisiert Senlis.
- Im Frühmittelalter war Senlis das Zentrum der Grafschaft Senlis.
- 987: Hugo Capet wird in Senlis zum König gewählt; zu dieser Zeit gehörte die Stadt bereits zur Krondomäne (Domaine royal).
- 1173: König Ludwig VII. von Frankreich stimmt einer Kommunalverfassung für Senlis zu.
- 1214: Der Kanzler Guérin, Bischof von Senlis, nimmt an der Schlacht bei Bouvines teilt.
- 1418: Die Stadt wird von den Armagnacs belagert; sechs Geiseln werden geköpft.
- 1429: Jeanne d’Arc macht in Senlis Station.
- 1473: König Ludwig XI. unterzeichnet den Frieden von Senlis mit Karl dem Kühnen, Herzog von Burgund.
- 1493: Am 23. Mai wird der Vertrag von Senlis unterzeichnet, in dem König Karl VIII. dem späteren Kaiser Maximilian I. das Erbe Karls des Kühnen mit Ausnahme der Picardie und Burgunds selbst Maximilian überlassen muss.
- 1589: Die Stadt weist die Belagerung durch die Liga zurück und unterstützt Heinrich IV., den sie in ihren Mauern begrüßt.
- 1643: Der Geistliche Jacques Joly stiftet seine Bibliothek der Öffentlichkeit; sie wird der Grundstein der aktuellen Stadtbibliothek.
- 1789: Am 13. Dezember geschieht das Billon-Attentat – der Uhrmacher Billon jagt sein Haus in die Luft, als die Arquebusiers, die ihn aus ihrer Kompanie ausgestoßen haben, an ihm vorbeiziehen. 26 Tote und 40 Verwundete kostet der Anschlag.
- 1832: Schwere Choleraepidemie in Senlis.
- 1862: Die Eisenbahnstrecke Chantilly–Senlis wird eröffnet.
- 1914: Im Ersten Weltkrieg führt die deutsche Invasion zu schweren Zerstörungen in der Stadt. Der Bürgermeister Eugène Odent wird am 2. September zusammen mit sechs weiteren Bürgern der Stadt erschossen. Die Stadt wird das Hauptquartier des Marschalls Foch.
- 1962: Die Autobahn A 1 zwischen Senlis und Le Bourget wird eröffnet.

## Bevölkerungsentwicklung
| Jahr                       | 1962 | 1968   | 1975   | 1982   | 1990   | 1999   | 2011   | 2021   |
| -------------------------- | ---- | ------ | ------ | ------ | ------ | ------ | ------ | ------ |
| Einwohner                  | 9371 | 11.169 | 13.639 | 14.514 | 14.439 | 16.327 | 15.845 | 15.255 |
| Quellen: Cassini und INSEE |      |        |        |        |        |        |        |        |

## Sehenswürdigkeiten

### Kathedrale

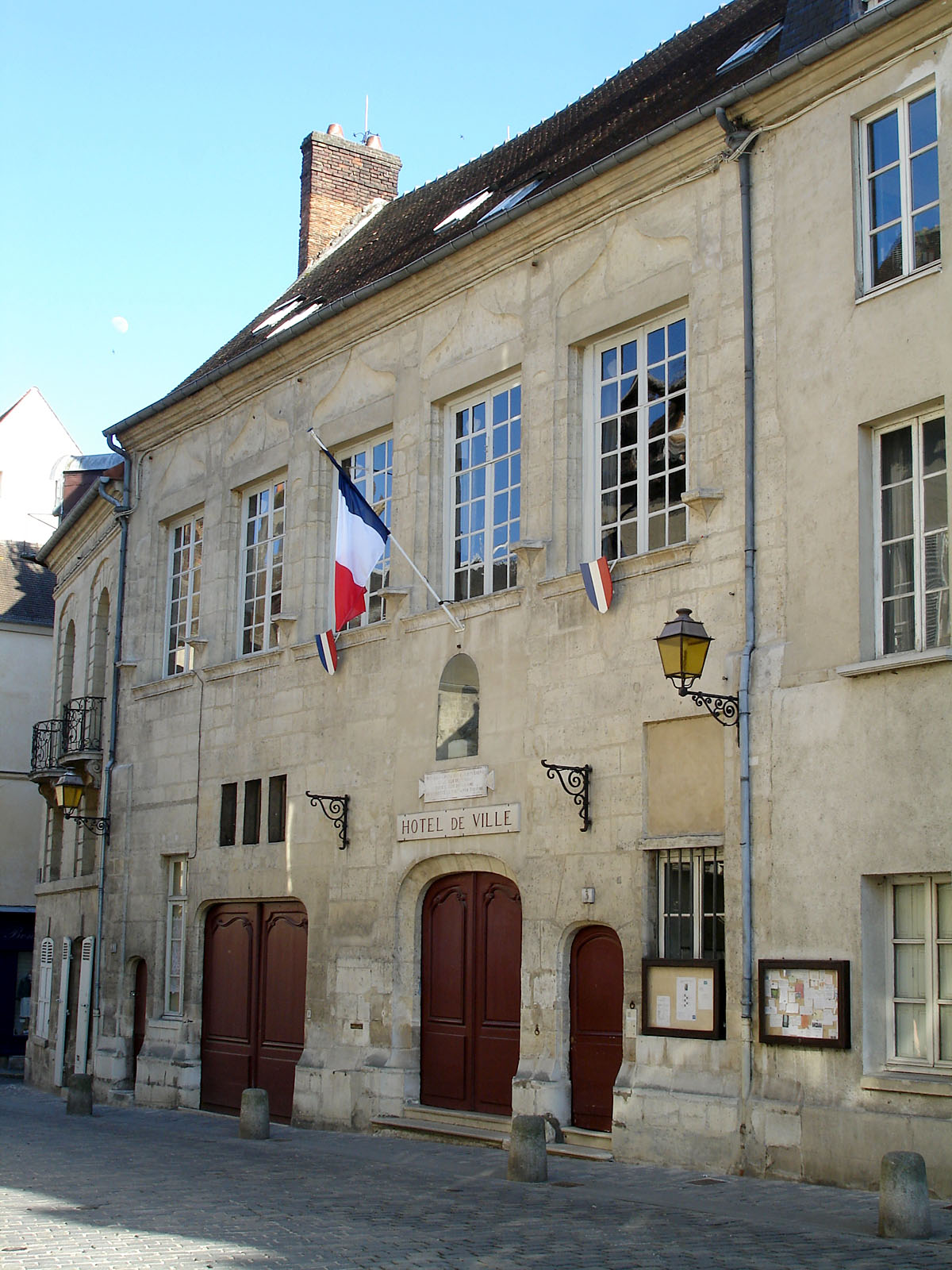
Hôtel de Ville (Rathaus)

Die Baustelle der Kathedrale Notre-Dame wurde 1153 eröffnet, am 16. Juni 1191 wurde das Bauwerk geweiht. Am Westportal befindet sich Bauplastik aus der Zeit um 1170 mit Szenen aus dem Marienleben; dargestellt ist der Tod und die Aufnahme Mariens mit Leib und Seele in den Himmel sowie ihre Krönung. Um 1240 wurde die Kirche um ein Querschiff mit Vierung erweitert, der Südturm wurde im 13. Jahrhundert erhöht. 1504 setzte ein Blitzschlag die Kathedrale in Brand, ein teilweiser Neubau wurde erforderlich. 1530 bis 1534 wurden Obergaden und die Fassade des südlichen Querschiffs im Flamboyantstil erneuert.

### Weitere Sehenswürdigkeiten
- Gallorömische Stadtmauer mit 16 erhaltenen Türmen und Resten des Amphitheaters
- Hôtel de ville: spätgotisches Rathaus, 15. bis 18. Jahrhundert, 1497 auf den Ruinen des niedergebrannten Vorgängerbaus errichtet
- Aus dem Mittelalter stammen auch
  - die Kirche Saint-Pierre (Veranstaltungshalle)
  - das königliche Schloss
  - der Bischofspalast (13. bis 16. Jahrhundert, Museum für Kunst und Archäologie)
  - einige Wohnhäuser
  - das ehemalige Kloster St-Vincent, das früher am Stadtrand lag und heute in seinen Konventsbauten aus dem 17. und 18. Jahrhundert eine Schule enthält.
- Hôtel du Haubergier
- Jagdmuseum im Priorat (18. Jahrhundert) im Schlosspark

## Verkehr

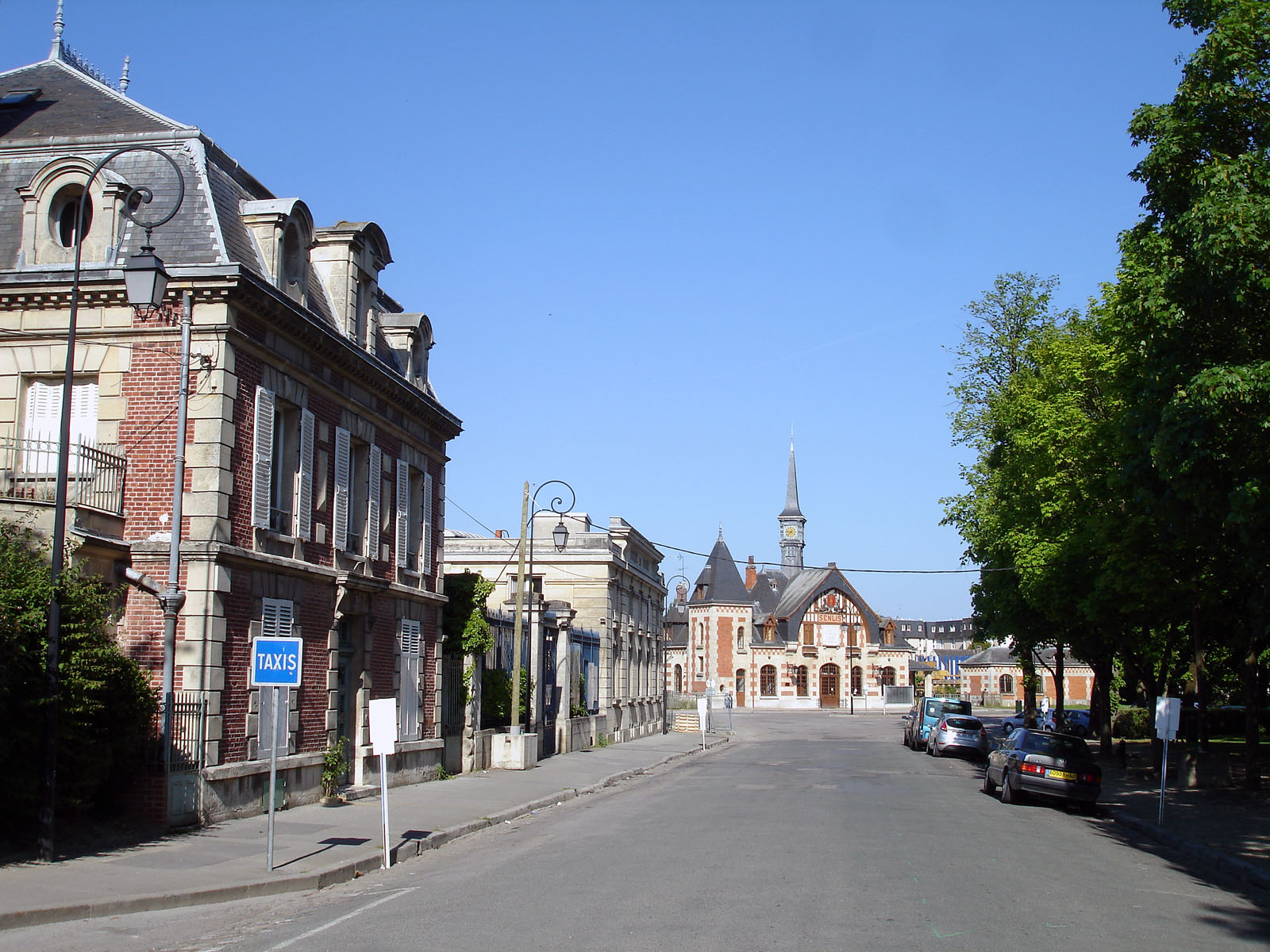
Avenue du Maréchal de Lattre-de-Tassigny, im Hintergrund das ehemalige Empfangsgebäude des Bahnhofs

Im Sommer 1862 eröffnete die Eisenbahngesellschaft Compagnie des chemins de fer du Nord den Abschnitt Chantilly–Senlis der Bahnstrecke Chantilly-Gouvieux–Crépy-en-Valois, die 1870 nach Crépy-en-Valois verlängert wurde. Am 2. September 1914 wurde der Bahnhof von den deutschen Truppen zerstört, das Empfangsgebäude wurde niedergebrannt. Der heutige Bau mit dem markanten Dachreiter stammt aus dem Jahr 1922. 1938 wurde der Personenverkehr nach Chantilly eingestellt und dieser Abschnitt 1971 stillgelegt. 1950 endete der Personenverkehr nach Crépy, 1991 verkehrte in dieser Relation der letzte Güterzug. Der Bahnhofsvorplatz dient heute als Busbahnhof.

## Städtepartnerschaften
- Langenfeld (Rheinland), Deutschland, seit 1969
- New Richmond, Kanada, seit 1988
- Petschersk, Ukraine, seit 1998
- Montale, Italien, seit 2003

## Persönlichkeiten
- Hugo Capet (940 oder 941–996), französischer König
- François de Montmorency-Bouteville (1600–1627), französischer Adliger
- Louis-Roch-Antoine-Charles Arnauld (1703–1779), französischer Enzyklopädist
- Thomas Couture (1815–1879), französischer Maler
- Séraphine Louis (1864–1942), genannt Séraphine de Senlis, französische Malerin und eine der bedeutendsten Vertreter der Naiven Kunst, in Senlis 1912 von Wilhelm Uhde entdeckt
- György Cziffra (1921–1994), ungarischer Klavierspieler und -komponist
- Bernard Cazeneuve (* 1963), ehemaliger französischer Premierminister
- Anne Marivin (* 1974), französische Schauspielerin
- Claire Keim (* 1975), französische Filmschauspielerin und Chanson-Sängerin
- Grégoire Boissenot (* 1979), französischer Popsänger und -komponist
- Charlotte Leduc (* 1980), Archäozoologin und Politikerin (FI)
- Claire Morel (* 1984), französische Fußballspielerin
- Kevin Gameiro (* 1987), französischer Fußballspieler
- Arnaud Jouffroy (* 1990), französischer Cyclocross-, Mountainbike- und Straßenradrennfahrer
- Emma Peters (* 1996), französische Pop- und Chansonsängerin
- Ayyoub Bouaddi (* 2007), französisch-marokkanischer Fußballspieler